# Trilli e la creatura leggendaria
Trilli e la creatura leggendaria (Tinker Bell and the Legend of the NeverBeast) è un film d'animazione direct-to-video prodotto dalla Disneytoon Studios nel 2014. È un sequel del film Trilli e anche il sesto ed ultimo dei sei film d'animazione con personaggio principale Trilli.

## Trama
Una notte come un’altra, una strana cometa dal colore verde passa sul cielo della radura incantata, risvegliando qualcosa. La fata degli animali Daina, a seguito di un incidente che coinvolge un piccolo falco temuto da tutti, viene rimproverata dalla regina Clarion, in particolare dalla Fata guardiana Nyx, per la questione che essa continui a portare nella radura incantata animali pericolosi. Daina promette allora di dare più ascolto alla testa che al suo cuore. Mentre addestra dei coniglietti a saltare, Daina sente un ruggito sconosciuto e, dopo aver indagato, trova una creatura enorme e insolita che giace in una grotta sotto terra. Daina cerca di aiutarla, scoprendo così che la creatura non è malvagia e sta spostando alcune rocce per costruire delle torri. Daina rimane ad osservare la creatura, che decide di chiamare Gruff, e la aiuta a costruire le torri intorno alla Radura Incantata, pur non sapendo perché lo faccia.
Nel frattempo, anche Nyx indaga sulla situazione, facendo delle ricerche in biblioteca per scoprire cosa sta affrontando. Usando alcune informazioni raccolte da diverse pagine strappate di un libro di animali non divulgato, scopre che Gruff è una creatura che si risveglia circa una volta in ogni millennio, al passaggio della cometa, e si trasforma in una bestia ancora più feroce che potrebbe distruggere la Radura Incantata con una misteriosa serie di eventi che culminano in una tempesta mortale.
Daina rivela Gruff a Trilli e alle sue amiche spiegandole che in realtà è amichevole. Vuole mostrarlo alla Regina Clarion e rivelare la verità su di lui ma, avendo Nyx già raggiunto la Regina ed essendovi già a colloquio, Daina decide di non dire niente. La regina Clarion esorta Daina e Nyx a lavorare insieme e fare la cosa giusta per quanto riguarda la protezione della Radura Incantata. Daina decide di tenere Gruff lontano dalle guardiane, mentre Nyx è determinata a catturarlo e prevenire la tempesta imminente.
Il giorno seguente, Gruff scompare e si trasforma nel mostro raffigurato predetto da Nyx, facendosi crescere ali e corna. Daina e Trilli si mettono a cercarlo prima che lo facciano le guardiane. Trilli lo trova per prima nei boschi innevati ma lui non sembra riconoscerla. Si gira e, con una codata, colpisce Trilli, rendendola incosciente. Daina trova la sua amica e, disperata, attira Gruff in una trappola per essere catturato da Nyx e dalle altre guardiane, credendo ormai che Nyx avesse ragione sul suo conto. Quando tutto sembra ormai perduto, Trilli si risveglia e, dopo aver riabbracciato Daina, le spiega che se Gruff non l'avesse scaraventata via, lei avrebbe rischiato di morire schiacciata sotto un albero che stava per cadere dopo che un fulmine lo aveva colpito. Daina quindi si rende conto di aver frainteso l'intera faccenda, avendo compreso che il compito di Gruff è di proteggere la radura incantata dalla tempesta, anziché distruggerla, e si mette in viaggio per liberarlo con l'aiuto di Trilli e delle loro amiche.
Trilli, Daina e le loro amiche riescono a liberare con successo Gruff e, sebbene sia debole a causa della polvere di belladonna lanciata dalla fate per catturarlo, la Bestia inizia con Daina il rituale difensivo della Radura Incantata. Gruff reindirizza e cattura i fulmini dalle torri di pietra, ma Nyx distrugge l'ultima prima che Gruff la raggiunga. Mentre il fulmine in arrivo colpisce la Radura Incantata, Gruff salva Nyx e quest'ultima finalmente capisce la verità sulla creatura.
Non avendo tempo per ricostruire le torri, Daina conduce Gruff nell'occhio del ciclone dove assorbe ogni singolo fulmine, ponendo fine alla terribile tempesta. Nonostante il successo del nuovo piano, però, Daina sembra essere morta a causa del lampo creatosi dopo l'interruzione della tempesta. Mentre Gruff e le amiche di Trilli si disperano, il primo crea una scintilla da un fulmine assorbito e ciò fa risvegliare Daina.
Nei giorni successivi, Gruff aiuta Daina, Trilli e le sue amiche a ricostruire la Radura Incantata fino al momento in cui deve riposare. Le fate, con la tristezza nei loro cuori, lo guidano alla sua caverna in una cerimonia di commiato e cercano di rendere il suo sonno più confortevole possibile, mentre Daina racconta la sua vera storia alle future generazioni di fate.

## Colonna sonora
La colonna sonora del sesto film è caratterizzata dalla canzone portante 1000 Years eseguita in originale da Bleu e KT Tunstall mentre nell'edizione italiana da Valerio Scanu e Gabriella Scalise, con il titolo In Mille Anni.

## Doppiaggio
| Personaggio    | Doppiatore originale                                                 | Doppiatore italiano   |
| -------------- | -------------------------------------------------------------------- | --------------------- |
| Trilli         | Mae Whitman                                                          | Joy Saltarelli        |
| Daina          | Ginnifer Goodwin                                                     | Domitilla D'Amico     |
| Nyx            | Rosario Dawson                                                       | Chiara Gioncardi      |
| Argentea       | Lucy Liu                                                             | Federica De Bortoli   |
| Iridessa       | Raven-Symoné                                                         | Tatiana Dessi         |
| Rosetta        | Megan Hilty                                                          | Perla Liberatori      |
| Vidia          | Pamela Adlon                                                         | Laura Cosenza         |
| Fury           | Danai Gurira (versione Stati Uniti d'America), Mel B (versione U.K.) | Moira Angelastri      |
| Chase          | Chloe Bennett                                                        | Ughetta d'Onorascenzo |
| Regina Clarion | Anjelica Huston                                                      | Antonella Giannini    |
| Scarabocchio   | Thomas Lennon                                                        | Emiliano Coltorti     |
| Buck           | Jeff Corwin                                                          | Dodo Versino          |
| Morgan         | Olivia Holt                                                          | Irene Trotta          |
| Narratrice     | Grey Griffin                                                         | Francesca Fiorentini  |
| Robin          | Kari Wahlgren                                                        | Mattea Serpelloni     |
| Ivy            | Kari Wahlgren                                                        |                       |